# Lucia von Bardas
Lucia von Bardas es un personaje ficticio, una supervillana en los comic books de Marvel Comics.

## Biografía ficticia del personaje
Lucia von Bardas es una mujer de Latveria que solía dar clases en la  Universidad de Carolina del Norte en los Estados Unidos. Después de que  Victor von Doom fue depuesto como el líder de Latveria, los americanos ayudaron a Von Bardas a ser elegida como la primera ministra del país. A continuación, comenzó públicamente a reparar los lazos entre los dos países.
En verdad, Von Bardas financiaba en secreto a los supercriminales estadounidenses de base tecnológica a través de Tinkerer. La agencia de espionaje de las Naciones Unidas S.H.I.E.L.D. la descubrió, pero el presidente de EE. UU. no hizo nada, creyendo que la relación es relativamente buena y que sólo se puede negociar. El director de S.H.I.E.L.D. Nick Fury reunió un grupo de superhéroes formado por la  Viuda Negra, Capitán América, Daredevil, Luke Cage, Spider-Man y Wolverine, así como la superpoderosa agente de S.H.I.E.L.D. Daisy Johnson, para una misión secreta para derrocar al gobierno de Latveria y asesinar a Von Bardas. En Latveria, Johnson usó sus poderes sísmicos para acabar con el Castillo Doom, aparentemente matando al primer ministro.
Von Bardas sobrevivió para convertirse en un cyborg deformado. Un año más tarde atacó a Cage, dejándolo en estado de coma, y fue finalmente derrotada una vez más por Johnson.
Recientemente ha resurgido, habiendo recuperado un cuerpo de aspecto mucho menos deformado, trabajando con el Fantasma Rojo en un plan para usar super espías de la KGB colocados en animación suspendida para incriminar al Doctor Doom por comenzar una guerra nuclear. Más tarde regresa a Latveria para gobernarla y ayudar a reconstruirla.
Von Bardas es un cyborg cuyas habilidades incluyen el vuelo y la generación de un campo de fuerza. Antes de esto, ella era una diplomática experta. Si bien al principio sus implantes cibernéticos eran en su mayoría externos, actualmente luce un aspecto más orgánico con solo un ojo cibernético expuesto, lo que sugiere cierto grado de mejora de la visión.

## Poderes y habilidades
Lucia von Bardas es un cyborg cuyas habilidades incluyen vuelo y generación de un campo de fuerza. Antes de esto, era una diplomática experta.

## En otros medios

### Televisión
- Lucia von Bardas aparece en la serie animada de televisión Los Cuatro Fantásticos: Los más grandes héroes del mundo con la voz de Venus Terzo. Ella es asistente del supervillano Doctor Doom, y reveló ser un androide en el episodio "Fin del Mundo Más Uno". Ella es destruida por Susan Storm (que explica que está cansada de los robots), mientras ellos se enfrentan al Doctor Doom.[4]
- Lucia von Bardas aparece en The Avengers: Earth's Mightiest Heroes, con la voz de Kristen Potter.[5] En el episodio "La Fuga" Pt. 1, ella representa al Doctor Doom en una reunión con A.I.M. para comprar tecnología robada basada en Industrias Stark antes de que Iron Man intervenga y derrote a este último mientras von Bardas escapa. En "La Guerra Privada del Doctor Doom", es asesinada por Pantera Negra.
- En la cuarta temporada de Arrested Development, Lucia von Bardas aparece como la villana, interpretada por Lucille Bluth (interpretada por Jessica Walter), en el musical Los Cuatro Fantásticos de Tobias en Cinco de Cuarto.

### Videojuegos
- Lucia von Bardas aparece en Marvel: Ultimate Alliance 2 con la voz de Lani Minella. Como un villano principal en la primera misión en Secret War, ella ha financiado el suministro de tecnología de Tinkerer a los supervillanos. Nick Fury y los héroes (la misma línea de los cómics, además de Iron Man,  Gambito y los Cuatro Fantásticos) se enfrentaron para hacer que se rinda, pero su castillo termina por explotar debido a que los héroes destruyen las máquinas luego de una batalla con Electro. Más tarde, ataca Nueva York como un cyborg deformado. Cuando los héroes (con la ayuda de Ms. Marvel), la atacan en un barco, ella comienza a activarse a sí misma como una bomba tomando a  Iguana, Scorcher, Shocker y Mago en el viaje sólo para ser derrotada y desactivada por los héroes. En la versión de PSP sin embargo, ella invade las calles de Nueva York directamente. Esto eventualmente culmina en los superhéroes siguiéndola al Times Square, donde ha plantado una bomba masiva (que tiene que ser destruida dentro de 5 minutos). Tras la destrucción de la bomba, ella se derrumba lamentando su falta de Latveria.